# Kosmoceras
Kosmoceras is een uitgestorven geslacht van mollusken, dat leefde tijdens het Midden-Jura.

## Beschrijving
Deze ammoniet had een afgeplatte, betrekkelijk evolute schelp met een smalle, platte buikzijde en een ingewikkelde sculptuur van groepjes ribben en rijen knobbels. De diameter van de schelp bedroeg ongeveer 6 cm.

## Leefwijze
Dit mariene geslacht leefde in diepere wateren. Het dier was waarschijnlijk een goede zwemmer.